# Svjetski dan borbe protiv AIDS-a
Svjetski dan borbe protiv AIDS-a (eng. World AIDS Day) međunarodni je dan posvećen podizanju svijesti o pandemiji AIDS-a uzrokovanoj širenjem HIV-infekcije i dan sjećanja na osobe koje su preminule od te bolesti. Obilježava se 1. prosinca svake godine od 1988. Sindrom stečene imunodeficijencije (AIDS) je po život opasno zdravstveno stanje uzrokovano virusom humane imunodeficijencije (HIV). HIV napada imunološki sustav pacijenta i smanjuje njegovu otpornost na druge bolesti. Državni i zdravstveni dužnosnici, nevladine organizacije i pojedinci diljem svijeta obilježavaju taj dan, često uz edukaciju o prevenciji i kontroli AIDS-a.
Svjetski dan borbe protiv AIDS-a jedna je od jedanaest službenih globalnih javnozdravstvenih kampanja koje obilježava Svjetska zdravstvena organizacija (WHO), uz Svjetski dan zdravlja, Svjetski dan darivatelja krvi, Svjetski tjedan imunizacije, Svjetski dan borbe protiv tuberkuloze, Svjetski dan nepušenja, Svjetski dan malarije, Svjetski dan hepatitisa, Svjetski tjedan svjesnosti o antimikrobnim bolestima, Svjetski dan sigurnosti pacijenata i Svjetski dan Chagasove bolesti.
Prema podatcima iz 2017. godine, od AIDS-a je preminulo između 28,9 milijuna i 41,5 milijuna ljudi diljem svijeta, a procjenjuje se da oko 36,7 milijuna osoba živi s HIV-om, što ga čini jednim od najvažnijih globalnih pitanja javnog zdravstva u zabilježenoj povijesti. Zahvaljujući nedavnom poboljšanom pristupu antiretrovirusnom liječenju u mnogim regijama svijeta, stopa smrtnosti od epidemije AIDS-a smanjila se od svog vrhunca u 2005. godini (1 milijun u 2016., u usporedbi s 1,9 milijuna u 2005.).

## Vanjske poveznice
|  | Zajednički poslužitelj ima stranicu o temi Svjetski dan borbe protiv AIDS-a    |
|  | Zajednički poslužitelj ima još gradiva o temi Svjetski dan borbe protiv AIDS-a |

- Službena stranica Svjetskog dana borbe protiv AIDS-a
- Hrvatska udruga oboljelih od HIV-a

|  | Molimo pročitajte upozorenje o korištenju medicinskih informacija. Ne provodite liječenje bez savjetovanja s liječnikom! |